# Narangodes
Narangodes es un género de lepidópteros perteneciente a la familia Noctuidae. Es originario de Asia y Australia.

## Especies
- Narangodes haemorranta Hampson, 1910
- Narangodes nigridiscata Swinhoe, 1901
- Narangodes nudariodes Hampson, 1918